# Droga krajowa 22
Die Droga krajowa 22 (DK 22) ist eine polnische Landesstraße und eine markante Verkehrsverbindung zwischen der polnisch-deutschen und der polnisch-russischen Grenze. Sie führt von Kostrzyn nad Odrą (Küstrin) durch das nördliche Polen bis nach Grzechotki (Rehfeld). Mit einer Länge von 460 km durchzieht sie die Woiwodschaften Lebus, Westpommern, Großpolen, Pommern und Ermland-Masuren.
Bis auf wenige kleinere Veränderungen folgt die DK 22 von Gorzów Wielkopolski (Landsberg/W.) bis Elbląg (Elbing) der ehemaligen Reichsstraße 1, die von Aachen bis nach Königsberg (Preußen) (Kaliningrad/Калининград) und weiter bis Eydtkuhnen (Tschernyschewskoje/Чернышевское) und Wirballen (Virbalius) in Litauen führte.

## Straßenverlauf
Woiwodschaft Lebus:
Powiat Gorzowski (Kreis Landsberg/Warthe)
- Grenzübergang Kostrzyn nad Odrą (PL) / Küstrin-Kietz (D) (B 1 → Berlin)
- Kostrzyn nad Odrą (Küstrin) (DK 31 → Gryfino (Greifenhagen) – Szczecin (Stettin) bzw. → Słubice (Frankfurt (Oder)-Dammvorstadt))

Powiat Sulęciński (Kreis Zielenzig)
- Słońsk (Sonnenburg)
- Krzeszyce (Kriescht) (DW 131 → Nowiny Wielkie (Döllensradung))
- Rudnica (Hammer) (DK 24 → Skwierzyna (Schwerin/Warthe) – Kwilcz (Lärchensee) – Pniewy (Pinne))

Grodzki Gorzów Wielkopolski (Stadtbezirk Landsberg/Warthe)
- Gorzów Wielkopolski (Landsberg/Warthe)

~ Warta (Warthe) ~
Powiat Strzelecko-Drezdenecki (Kreis Friedeberg-Driesen)
- Dobiegniew (Woldenberg/Neumark)

~ Drawa (Drage) ~
Woiwodschaft Westpommern:
Powiat Wałecki (Kreis Deutsch Krone)
- Przesieki (bis 1904 Prossekel, dann Wiesenthal)
- Człopa (Schloppe)
- Rusinowo (Ruschendorf)
- Strączno (Stranz)
- Wałcz (Deutsch Krone) (DK 10 → Recz (Reetz) – Stargard (Stargard/Pommern) – Szczecin (Stettin) – Lubieszyn (Neu Linken)/Deutschland (Bundesstraße 104 → Pasewalk) bzw. → Piła (Schneidemühl) – Sierpc – Płońsk)
- Szwecja (Freudenfier)

Woiwodschaft Großpolen:
Powiat Złotowski (Kreis Flatow)
- Ptusza (Betkenhammer) (DK 11 → Piła (Schneidemühl) – Poznań (Posen) – Jarocin (Jarotschin) – Ostrów Wielkopolski (Ostrowo) – Kluczbork (Kreuzburg) – Bytom (Beuthen/Oberschlesien))

o Weiterführung vereinigt mit DK 11 bis Podgaje o
- Jastrowie (Jastrow)
- Podgaje (Flederborn) (DK 11 → Szczecinek (Neustettin) – Bobolice (Bublitz) – Koszalin (Köslin) – Kołobrzeg (Kolberg))
- Lędyczek (Landeck)

~ Gwda (Küddow) ~
Woiwodschaft Pommern:
Powiat Człuchowski (Kreis Schlochau)
- Barkowo (Barkenfelde)
- Człuchów (Schlochau) (DK 25 → Bobolice (Bublitz) bzw. → Bydgoszcz (Bromberg) – Konin – Ostrów Wielkopolski (Ostrowo) – Oleśnica (Oels))

o ehemalige deutsch-polnische Grenze von 1937 o
Powiat Chojnicki (Kreis Konitz)
- Chojnice (Konitz)

~ Brda (Brahe) ~
- Czersk (Heiderode)

Powiat Starogardzki (Kreis Preußisch Stargard)
- Czarna Woda (Schwarzwasser)
- Zblewo (Hochstüblau)
- Starogard Gdański (Preußisch Stargard)

Powiat Tczewski (Kreis Dirschau)
- Swarożyn (Swaroschin) (A 1 = E 75 → Nowe Marzy (– Bytom (Beuthen/Oberschlesien) – Gorzyce/Tschechien) bzw. → Rusocin)
- Czarlin (DK 91 → Tczew (Dirschau) – Pruszcz Gdański (Praust) – Gdańsk (Danzig) bzw. → Dolna Grupa (Niedergruppe) – Chełmo (Kulm) – Toruń (Thorn) – Włocławek (Leslau) – Łódź (Lodsch) – Tychy (Tichau) – Cieszyn (Teschen)/Tschechien)

~ Wisla (Weichsel) ~
o ehemalige polnisch-deutsche Grenze von 1937 o
Powiat Malborski (Kreis Marienburg)
- Malbork (Marienburg) (DK 55 → Nowy Dwór Gdański (Tiegenhof) bzw. → Kwidzyn (Marienwerder) – Grudziądz (Graudenz) – Stolno)

~ Nogat ~
Woiwodschaft Ermland-Masuren:
Powiat Elbląski (Kreis Elbing)
- Jegłownik (Fichthorst)

Grodzki Elbląg (Stadtbezirk Elbing)
- Elbląg (Elbing) (DK 7 = E 77 → Nowy Dwór Gdański (Tiegenhof) – Gdańsk (Danzig) – Żukowo (Zuckau) bzw. → Olsztynek (Hohenstein) – Płońsk – Warszawa (Warschau) – Radom – Kielce – Kraków (Krakau) – Chyżne/Slowakei)

o Weiterführung 4 km vereinigt mit DK 7 o
Powiat Elbląski (Kreis Elbing)
o Weiterführung als S 22 (Droga ekspresowa/Schnellstraße) o
- Wilkowo (Wolfsdorf Höhe)
- Błudowo (Bludau)

Powiat Braniewski (Kreis Braunsberg)
- Chruściel (Tiedmannsdorf) (DK 54 → Braniewo (Braunsberg) – Gronowo (Grunau)/Russland  (27A-020, ex A 194) → Калининград (Königsberg (Preußen)))

~ Pasłęka (Passarge) ~
- Maciejewo (Maternhöfen)
- Grzechotki (Rehfeld)
- Grenzübergang Grzechotki (Rehfeld) (PL) / Мамоново (Heiligenbeil) (RUS) zur Weiterfahrt auf der 27A-002 (ex R 516) → Калининград (Königsberg (Preußen))